# Interlands Frans voetbalelftal 1950-1959
Deze pagina toont een chronologisch en gedetailleerd overzicht van de interlands die het Frans voetbalelftal heeft gespeeld in de periode 1950 – 1959.

## Interlands

### 1950
|                                                                     |           |                 |           | |
| 27 mei Vriendschappelijk № 187 «onderlinge duels» 15:00 uur (UTC+1) | Frankrijk | 0 – 1           | Schotland | Stade olympique Yves-du-Manoir, Colombes Toeschouwers: 35.568 Scheidsrechter: Julián Arqué Martín (ESP) |
| 27 mei Vriendschappelijk № 187 «onderlinge duels» 15:00 uur (UTC+1) |           | 69' Allan Brown |           | Stade olympique Yves-du-Manoir, Colombes Toeschouwers: 35.568 Scheidsrechter: Julián Arqué Martín (ESP) |

|                                                                     |                                             |       |                   |                                                                                    |
| 4 juni Vriendschappelijk № 188 «onderlinge duels» 16:00 uur (UTC+1) | België                                      | 4 – 1 | Frankrijk         | Heizelstadion, Brussel Toeschouwers: 45.006 Scheidsrechter: Giuseppe Carpani (ITA) |
| 4 juni Vriendschappelijk № 188 «onderlinge duels» 16:00 uur (UTC+1) | Jef Mermans 6', 63', 83' Georges Mordant 9' |       | 19' Édouard Kargu | Heizelstadion, Brussel Toeschouwers: 45.006 Scheidsrechter: Giuseppe Carpani (ITA) |

|                                                                         |                                                   |       |                                            |                                                                                                  |
| 1 november Vriendschappelijk № 189 «onderlinge duels» 15:00 uur (UTC+1) | Frankrijk                                         | 3 – 3 | België                                     | Stade olympique Yves-du-Manoir, Colombes Toeschouwers: 48.788 Scheidsrechter: Arthur Ellis (ENG) |
| 1 november Vriendschappelijk № 189 «onderlinge duels» 15:00 uur (UTC+1) | André Doye 18' Jean Baratte 69' Édouard Kargu 87' |       | 3' Victor Lemberechts 17', 36' Jef Mermans | Stade olympique Yves-du-Manoir, Colombes Toeschouwers: 48.788 Scheidsrechter: Arthur Ellis (ENG) |

|                                                                          |                                                             |       |                                           |                                                                                                 |
| 10 december Vriendschappelijk № 190 «onderlinge duels» 14:30 uur (UTC+1) | Frankrijk                                                   | 5 – 2 | Nederland                                 | Stade olympique Yves-du-Manoir, Colombes Toeschouwers: 37.468 Scheidsrechter: Louis Baert (BEL) |
| 10 december Vriendschappelijk № 190 «onderlinge duels» 14:30 uur (UTC+1) | Pierre Flamion 4', 47' Jean Baratte 29', 49' André Doye 41' |       | 34' Noud van Melis 42' Cock van der Tuijn | Stade olympique Yves-du-Manoir, Colombes Toeschouwers: 37.468 Scheidsrechter: Louis Baert (BEL) |

### 1951
|                                                                         |                                     |       |                     |                                                                                     |
| 6 februari Vriendschappelijk № 191 «onderlinge duels» 15:00 uur (UTC+1) | Frankrijk                           | 2 – 1 | Joegoslavië         | Parc des Princes, Parijs Toeschouwers: 33.552 Scheidsrechter: Laurent Franken (BEL) |
| 6 februari Vriendschappelijk № 191 «onderlinge duels» 15:00 uur (UTC+1) | André Strappe 4' Pierre Flamion 62' |       | 14' Kosta Tomašević | Parc des Princes, Parijs Toeschouwers: 33.552 Scheidsrechter: Laurent Franken (BEL) |

|                                                                     |                                        |       |                                       |                                                                               |
| 12 mei Vriendschappelijk № 192 «onderlinge duels» 15:00 uur (UTC+1) | Noord-Ierland                          | 2 – 2 | Frankrijk                             | Windsor Park, Belfast Toeschouwers: 24.000 Scheidsrechter: Arthur Ellis (ENG) |
| 12 mei Vriendschappelijk № 192 «onderlinge duels» 15:00 uur (UTC+1) | Ray Ferris 9' (pen.) Billy Simpson 62' |       | 16' Jean Baratte 28' Antoine Bonifaci | Windsor Park, Belfast Toeschouwers: 24.000 Scheidsrechter: Arthur Ellis (ENG) |

|                                                                     |                   |       |           |                                                                                    |
| 16 mei Vriendschappelijk № 193 «onderlinge duels» 18:30 uur (UTC+1) | Schotland         | 1 – 0 | Frankrijk | Hampden Park, Glasgow Toeschouwers: 75.394 Scheidsrechter: Reginald Mortimer (ENG) |
| 16 mei Vriendschappelijk № 193 «onderlinge duels» 18:30 uur (UTC+1) | Lawrie Reilly 78' |       |           | Hampden Park, Glasgow Toeschouwers: 75.394 Scheidsrechter: Reginald Mortimer (ENG) |

|                                                                     |                                                                    |       |                    |                                                                                   |
| 3 juni Vriendschappelijk № 194 «onderlinge duels» 16:00 uur (UTC+1) | Italië                                                             | 4 – 1 | Frankrijk          | Stadio Luigi Ferraris, Genua Toeschouwers: 52.500 Scheidsrechter: Jean Lutz (SUI) |
| 3 juni Vriendschappelijk № 194 «onderlinge duels» 16:00 uur (UTC+1) | Benito Lorenzi 37', 56' Amedeo Amadei 67' Gino Cappello 87' (pen.) |       | 34' Jean Grumellon | Stadio Luigi Ferraris, Genua Toeschouwers: 52.500 Scheidsrechter: Jean Lutz (SUI) |

|                                                                        |                                            |       |                                 |                                                                        |
| 3 oktober Vriendschappelijk № 195 «onderlinge duels» 15:00 uur (UTC+1) | Engeland                                   | 2 – 2 | Frankrijk                       | Highbury, Londen Toeschouwers: 57.603 Scheidsrechter: Jack Mowat (SCO) |
| 3 oktober Vriendschappelijk № 195 «onderlinge duels» 15:00 uur (UTC+1) | Abdelkader Firoud 4' (e.d.) Les Medley 32' |       | 18' André Doye 19' René Alpsteg | Highbury, Londen Toeschouwers: 57.603 Scheidsrechter: Jack Mowat (SCO) |

|                                                                         |                     |       |                                   |                                                                                   |
| 14 oktober Vriendschappelijk № 196 «onderlinge duels» 15:00 uur (UTC+1) | Zwitserland         | 1 – 2 | Frankrijk                         | Stade des Charmilles, Genève Toeschouwers: 33.534 Scheidsrechter: Reg Leafe (ENG) |
| 14 oktober Vriendschappelijk № 196 «onderlinge duels» 15:00 uur (UTC+1) | Robert Ballaman 53' |       | 27' André Doye 34' Jean Grumellon | Stade des Charmilles, Genève Toeschouwers: 33.534 Scheidsrechter: Reg Leafe (ENG) |

|                                                                         |                        |       |                                       |                                                                                                  |
| 1 november Vriendschappelijk № 197 «onderlinge duels» 15:00 uur (UTC+1) | Frankrijk              | 2 – 2 | Oostenrijk                            | Stade olympique Yves-du-Manoir, Colombes Toeschouwers: 61.687 Scheidsrechter: William Ling (ENG) |
| 1 november Vriendschappelijk № 197 «onderlinge duels» 15:00 uur (UTC+1) | Jean Grumellon 3', 45' |       | 12' Alfred Körner 15' Ernst Stojaspal | Stade olympique Yves-du-Manoir, Colombes Toeschouwers: 61.687 Scheidsrechter: William Ling (ENG) |

### 1952
|                                                                       |           |                          |        |                                                                                   |
| 26 maart Vriendschappelijk № 198 «onderlinge duels» 21:00 uur (UTC+1) | Frankrijk | 0 – 1                    | Zweden | Parc des Princes, Parijs Toeschouwers: 35.779 Scheidsrechter: Henri Bauwens (BEL) |
| 26 maart Vriendschappelijk № 198 «onderlinge duels» 21:00 uur (UTC+1) |           | 85' Sven Erik Westerberg |        | Parc des Princes, Parijs Toeschouwers: 35.779 Scheidsrechter: Henri Bauwens (BEL) |

|                                                                       |                                         |       |          |                                                                                              |
| 20 april Vriendschappelijk № 199 «onderlinge duels» 15:00 uur (UTC+1) | Frankrijk                               | 3 – 0 | Portugal | Stade olympique Yves-du-Manoir, Colombes Toeschouwers: 35.735 Scheidsrechter: Alf Bond (ENG) |
| 20 april Vriendschappelijk № 199 «onderlinge duels» 15:00 uur (UTC+1) | René Alpsteg 15' André Strappe 68', 89' |       |          | Stade olympique Yves-du-Manoir, Colombes Toeschouwers: 35.735 Scheidsrechter: Alf Bond (ENG) |

|                                                                     |                 |       |                                      |                                                                                     |
| 22 mei Vriendschappelijk № 200 «onderlinge duels» 16:00 uur (UTC+1) | België          | 1 – 2 | Frankrijk                            | Heizelstadion, Brussel Toeschouwers: 55.485 Scheidsrechter: Paul von Wartburg (SUI) |
| 22 mei Vriendschappelijk № 200 «onderlinge duels» 16:00 uur (UTC+1) | Jef Mermans 28' |       | 22' André Doye 24' Léon Deladerrière | Heizelstadion, Brussel Toeschouwers: 55.485 Scheidsrechter: Paul von Wartburg (SUI) |

|                                                                        |                                                        |       |                   |                                                                                                |
| 5 oktober Vriendschappelijk № 201 «onderlinge duels» 15:00 uur (UTC+1) | Frankrijk                                              | 3 – 1 | West-Duitsland    | Stade olympique Yves-du-Manoir, Colombes Toeschouwers: 56.021 Scheidsrechter: Bill Evans (ENG) |
| 5 oktober Vriendschappelijk № 201 «onderlinge duels» 15:00 uur (UTC+1) | Joseph Ujlaki 4' Thadée Cisowski 81' André Strappe 90' |       | 16' Ottmar Walter | Stade olympique Yves-du-Manoir, Colombes Toeschouwers: 56.021 Scheidsrechter: Bill Evans (ENG) |

|                                                                         |                           |       |                                      |                                                                               |
| 19 oktober Vriendschappelijk № 202 «onderlinge duels» 15:00 uur (UTC+1) | Oostenrijk                | 1 – 2 | Frankrijk                            | Prater-Stadion, Wenen Toeschouwers: 62.000 Scheidsrechter: Arthur Ellis (ENG) |
| 19 oktober Vriendschappelijk № 202 «onderlinge duels» 15:00 uur (UTC+1) | Otto Walzhofer 47' (pen.) |       | 10' Jean Baratte 26' Armand Penverne | Prater-Stadion, Wenen Toeschouwers: 62.000 Scheidsrechter: Arthur Ellis (ENG) |

|                                                                          |                                         |       |                   | |
| 11 november Vriendschappelijk № 203 «onderlinge duels» 14:30 uur (UTC+1) | Frankrijk                               | 3 – 1 | Noord-Ierland     | Stade olympique Yves-du-Manoir, Colombes Toeschouwers: 52.399 Scheidsrechter: Klaas Schipper (NED) |
| 11 november Vriendschappelijk № 203 «onderlinge duels» 14:30 uur (UTC+1) | Joseph Ujlaki 30' Raymond Kopa 36', 89' |       | 42' Charlie Tully | Stade olympique Yves-du-Manoir, Colombes Toeschouwers: 52.399 Scheidsrechter: Klaas Schipper (NED) |

|                                                                        |                 |       |                    |                                                                                  |
| 16 november Vriendschappelijk № 204 «onderlinge duels» 14:30 uur (UTC) | Ierland         | 1 – 1 | Frankrijk          | Dalymount Park, Dublin Toeschouwers: 40.000 Scheidsrechter: Albert Alsteen (BEL) |
| 16 november Vriendschappelijk № 204 «onderlinge duels» 14:30 uur (UTC) | Sean Fallon 19' |       | 67' Roger Piantoni | Dalymount Park, Dublin Toeschouwers: 40.000 Scheidsrechter: Albert Alsteen (BEL) |

|                                                                          |           |                    |        |                                                                                                |
| 25 december Vriendschappelijk № 205 «onderlinge duels» 14:30 uur (UTC+1) | Frankrijk | 0 – 1              | België | Stade olympique Yves-du-Manoir, Colombes Toeschouwers: 38.379 Scheidsrechter: Bill Evans (ENG) |
| 25 december Vriendschappelijk № 205 «onderlinge duels» 14:30 uur (UTC+1) |           | 6' Jean Straetmans |        | Stade olympique Yves-du-Manoir, Colombes Toeschouwers: 38.379 Scheidsrechter: Bill Evans (ENG) |

### 1953
|                                                                     |                                                                                    |       |                   | |
| 14 mei Vriendschappelijk № 206 «onderlinge duels» 15:00 uur (UTC+1) | Frankrijk                                                                          | 6 – 1 | Wales             | Stade olympique Yves-du-Manoir, Parijs Toeschouwers: 33.020 Scheidsrechter: José Vieira da Costa (POR) |
| 14 mei Vriendschappelijk № 206 «onderlinge duels» 15:00 uur (UTC+1) | René Gardien 10', 33' Raymond Kopa 14', 14' Antoine Bonifaci 73' Joseph Ujlaki 88' |       | 2' Ivor Allchurch | Stade olympique Yves-du-Manoir, Parijs Toeschouwers: 33.020 Scheidsrechter: José Vieira da Costa (POR) |

|                                                                      |                      |       |           |                                                                                 |
| 11 juni Vriendschappelijk № 207 «onderlinge duels» 19:00 uur (UTC+1) | Zweden               | 1 – 0 | Frankrijk | Råsundastadion, Solna Toeschouwers: 35.712 Scheidsrechter: Edvin Pedersen (NOR) |
| 11 juni Vriendschappelijk № 207 «onderlinge duels» 19:00 uur (UTC+1) | Nils Åke Sandell 15' |       |           | Råsundastadion, Solna Toeschouwers: 35.712 Scheidsrechter: Edvin Pedersen (NOR) |

|                                                                              |                 |       | |                                                                                        |
| 20 september WK 1954 kwalificatie № 208 «onderlinge duels» 15:00 uur (UTC+1) | Luxemburg       | 1 – 6 | Frankrijk                                                                                                   | Stade Municipal, Luxemburg Toeschouwers: 14.000 Scheidsrechter: Ernst Dörflinger (SUI) |
| 20 september WK 1954 kwalificatie № 208 «onderlinge duels» 15:00 uur (UTC+1) | Antoine Kohn 6' |       | 5' Roger Piantoni 10' Raymond Kopa 41' Raymond Cicci 44' Léon Glovacki 73' Edouard Kargu 88' Pierre Flamion | Stade Municipal, Luxemburg Toeschouwers: 14.000 Scheidsrechter: Ernst Dörflinger (SUI) |

|                                                                         |                                                 |       |                                                                                 |                                                                                   |
| 4 oktober WK 1954 kwalificatie № 209 «onderlinge duels» 15:30 uur (UTC) | Ierland                                         | 3 – 5 | Frankrijk                                                                       | Dalymount Park, Dublin Toeschouwers: 45.000 Scheidsrechter: Laurent Franken (BEL) |
| 4 oktober WK 1954 kwalificatie № 209 «onderlinge duels» 15:30 uur (UTC) | Reg Ryan 58' Davy Walsh 83' Frank O'Farrell 88' |       | 23', 69' Léon Glovacki 40' Armand Penverne 50' Joseph Ujlaki 72' Pierre Flamion | Dalymount Park, Dublin Toeschouwers: 45.000 Scheidsrechter: Laurent Franken (BEL) |

|                                                                         |                                                                |       |                         |                                                                                  |
| 18 oktober Vriendschappelijk № 210 «onderlinge duels» 15:00 uur (UTC+1) | Joegoslavië                                                    | 3 – 1 | Frankrijk               | Maksimirstadion, Zagreb Toeschouwers: 40.000 Scheidsrechter: Erich Steiner (AUT) |
| 18 oktober Vriendschappelijk № 210 «onderlinge duels» 15:00 uur (UTC+1) | Todor Veselinović 47' Zdravko Rajkov 55' Dionizije Dvornić 62' |       | 44' Jean-Jacques Marcel | Maksimirstadion, Zagreb Toeschouwers: 40.000 Scheidsrechter: Erich Steiner (AUT) |

|                                                                          |                       |       |                                                 |                                                                                                  |
| 11 november Vriendschappelijk № 211 «onderlinge duels» 14:30 uur (UTC+1) | Frankrijk             | 2 – 4 | Zwitserland                                     | Stade olympique Yves-du-Manoir, Colombes Toeschouwers: 45.986 Scheidsrechter: Arthur Ellis (ENG) |
| 11 november Vriendschappelijk № 211 «onderlinge duels» 14:30 uur (UTC+1) | Joseph Ujlaki 2', 62' |       | 9', 16', 36' Charles Antenen 21' Jacques Fatton | Stade olympique Yves-du-Manoir, Colombes Toeschouwers: 45.986 Scheidsrechter: Arthur Ellis (ENG) |

|                                                                             |                    |       |         |                                                                                       |
| 25 november WK 1954 kwalificatie № 212 «onderlinge duels» 14:30 uur (UTC+1) | Frankrijk          | 1 – 0 | Ierland | Parc des Princes, Parijs Toeschouwers: 32.265 Scheidsrechter: Lucien Van Nuffel (BEL) |
| 25 november WK 1954 kwalificatie № 212 «onderlinge duels» 14:30 uur (UTC+1) | Roger Piantoni 73' |       |         | Parc des Princes, Parijs Toeschouwers: 32.265 Scheidsrechter: Lucien Van Nuffel (BEL) |

|                                                                             |                                                                              |       |           |                                                                                      |
| 17 december WK 1954 kwalificatie № 213 «onderlinge duels» 14:30 uur (UTC+1) | Frankrijk                                                                    | 8 – 0 | Luxemburg | Parc des Princes, Parijs Toeschouwers: 20.146 Scheidsrechter: Francis Roeykens (BEL) |
| 17 december WK 1954 kwalificatie № 213 «onderlinge duels» 14:30 uur (UTC+1) | Jean Desgranges 2', 88' Jean Vincent 6', 9' Just Fontaine 21', 57', 75', 80' |       |           | Parc des Princes, Parijs Toeschouwers: 20.146 Scheidsrechter: Francis Roeykens (BEL) |

### 1954
|                                                                       |                    |       |                                            |                                                                                                  |
| 11 april Vriendschappelijk № 214 «onderlinge duels» 15:00 uur (UTC+1) | Frankrijk          | 1 – 3 | Italië                                     | Stade olympique Yves-du-Manoir, Colombes Toeschouwers: 61.382 Scheidsrechter: Arthur Ellis (ENG) |
| 11 april Vriendschappelijk № 214 «onderlinge duels» 15:00 uur (UTC+1) | Roger Piantoni 26' |       | 29' Egisto Pandolfini 35', 50' Carlo Galli | Stade olympique Yves-du-Manoir, Colombes Toeschouwers: 61.382 Scheidsrechter: Arthur Ellis (ENG) |

|                                                                     |                                     |       |                                                               |                                                                                   |
| 30 mei Vriendschappelijk № 215 «onderlinge duels» 16:00 uur (UTC+1) | België                              | 3 – 3 | Frankrijk                                                     | Heizelstadion, Brussel Toeschouwers: 54.729 Scheidsrechter: Vasa Stefanović (YUG) |
| 30 mei Vriendschappelijk № 215 «onderlinge duels» 16:00 uur (UTC+1) | Jef Mermans 2' Léopold Anoul 5', 8' |       | 7' Jean Vincent 39' (e.d.) Constant Huysmans 70' Raymond Kopa | Heizelstadion, Brussel Toeschouwers: 54.729 Scheidsrechter: Vasa Stefanović (YUG) |

| Wereldkampioenschap voetbal 1954 |
| -------------------------------- |

|                                                                    |           |                       |             | |
| 16 juni WK 1954 Groep A № 216 «onderlinge duels» 18:00 uur (UTC+1) | Frankrijk | 0 – 1                 | Joegoslavië | Stade Olympique de la Pontaise, Lausanne Toeschouwers: 16.000 Scheidsrechter: Mervyn Griffiths (WAL) |
| 16 juni WK 1954 Groep A № 216 «onderlinge duels» 18:00 uur (UTC+1) |           | 15' Miloš Milutinović |             | Stade Olympique de la Pontaise, Lausanne Toeschouwers: 16.000 Scheidsrechter: Mervyn Griffiths (WAL) |

|                                                                    |                                                                   |       |                                           |                                                                                              |
| 19 juni WK 1954 Groep A № 217 «onderlinge duels» 17:00 uur (UTC+1) | Frankrijk                                                         | 3 – 2 | Mexico                                    | Stade des Charmilles, Genève Toeschouwers: 19.000 Scheidsrechter: Manuel Asensi Martín (ESP) |
| 19 juni WK 1954 Groep A № 217 «onderlinge duels» 17:00 uur (UTC+1) | Jean Vincent 19' Raúl Cárdenas 49' (e.d.) Raymond Kopa 88' (pen.) |       | 54' José Luis Lamadrid 85' Tomás Balcázar | Stade des Charmilles, Genève Toeschouwers: 19.000 Scheidsrechter: Manuel Asensi Martín (ESP) |

|  |  |  |  |  |  |  |  |  |

|                                                                         |                   |       |                                        |                                                                                            |
| 16 oktober Vriendschappelijk № 218 «onderlinge duels» 15:30 uur (UTC+1) | West-Duitsland    | 1 – 3 | Frankrijk                              | Niedersachsenstadion, Hannover Toeschouwers: 86.000 Scheidsrechter: Mervyn Griffiths (WAL) |
| 16 oktober Vriendschappelijk № 218 «onderlinge duels» 15:30 uur (UTC+1) | Klaus Stürmer 75' |       | 33', 55' Jacques Foix 36' Jean Vincent | Niedersachsenstadion, Hannover Toeschouwers: 86.000 Scheidsrechter: Mervyn Griffiths (WAL) |

|                                                                          |                              |       |                                                 | |
| 11 november Vriendschappelijk № 219 «onderlinge duels» 14:30 uur (UTC+1) | Frankrijk                    | 2 – 2 | België                                          | Stade olympique Yves-du-Manoir, Colombes Toeschouwers: 53.164 Scheidsrechter: Rafael Tamarit Falaguera (ESP) |
| 11 november Vriendschappelijk № 219 «onderlinge duels» 14:30 uur (UTC+1) | Raymond Kopa 75', 87' (pen.) |       | 5' (e.d.) Robert Jonquet 67' Victor Lemberechts | Stade olympique Yves-du-Manoir, Colombes Toeschouwers: 53.164 Scheidsrechter: Rafael Tamarit Falaguera (ESP) |

### 1955
|                                                                       |                    |       |                                   |                                                                                                  |
| 17 maart Vriendschappelijk № 220 «onderlinge duels» 16:30 uur (UTC+1) | Spanje             | 1 – 2 | Frankrijk                         | Estadio Santiago Bernabéu, Madrid Toeschouwers: 125.000 Scheidsrechter: Vincenzo Orlandini (ITA) |
| 17 maart Vriendschappelijk № 220 «onderlinge duels» 16:30 uur (UTC+1) | Agustín Gaínza 11' |       | 35' Raymond Kopa 73' Jean Vincent | Estadio Santiago Bernabéu, Madrid Toeschouwers: 125.000 Scheidsrechter: Vincenzo Orlandini (ITA) |

|                                                                      |                                       |       |        | |
| 3 april Vriendschappelijk № 221 «onderlinge duels» 15:00 uur (UTC+1) | Frankrijk                             | 2 – 0 | Zweden | Stade olympique Yves-du-Manoir, Colombes Toeschouwers: 34.738 Scheidsrechter: Giorgio Bernardi (ITA) |
| 3 april Vriendschappelijk № 221 «onderlinge duels» 15:00 uur (UTC+1) | Célestin Oliver 36' Léon Glovacki 56' |       |        | Stade olympique Yves-du-Manoir, Colombes Toeschouwers: 34.738 Scheidsrechter: Giorgio Bernardi (ITA) |

|                                                                     |                  |       |          | |
| 15 mei Vriendschappelijk № 222 «onderlinge duels» 15:00 uur (UTC+1) | Frankrijk        | 1 – 0 | Engeland | Stade olympique Yves-du-Manoir, Colombes Toeschouwers: 54.696 Scheidsrechter: Emil Schmetzer (FRG) |
| 15 mei Vriendschappelijk № 222 «onderlinge duels» 15:00 uur (UTC+1) | Raymond Kopa 37' |       |          | Stade olympique Yves-du-Manoir, Colombes Toeschouwers: 54.696 Scheidsrechter: Emil Schmetzer (FRG) |

|                                                                        |                   |       |                                            |                                                                                   |
| 9 oktober Vriendschappelijk № 223 «onderlinge duels» 15:00 uur (UTC+1) | Zwitserland       | 1 – 2 | Frankrijk                                  | St. Jakob-Park, Bazel Toeschouwers: 54.000 Scheidsrechter: Francis Roeykens (BEL) |
| 9 oktober Vriendschappelijk № 223 «onderlinge duels» 15:00 uur (UTC+1) | Marcel Mauron 87' |       | 24' (pen.) Raymond Kopa 69' Roger Piantoni | St. Jakob-Park, Bazel Toeschouwers: 54.000 Scheidsrechter: Francis Roeykens (BEL) |

|                                                                         |                                           |       |                                     |                                                                               |
| 23 oktober Vriendschappelijk № 224 «onderlinge duels» 14:00 uur (UTC+3) | Sovjet-Unie                               | 2 – 2 | Frankrijk                           | Dinamostadion, Moskou Toeschouwers: 54.000 Scheidsrechter: Arthur Ellis (ENG) |
| 23 oktober Vriendschappelijk № 224 «onderlinge duels» 14:00 uur (UTC+3) | Edoeard Streltsov 43' Nikita Simonjan 46' |       | 29' Raymond Kopa 63' Roger Piantoni | Dinamostadion, Moskou Toeschouwers: 54.000 Scheidsrechter: Arthur Ellis (ENG) |

|                                                                          |                    |       |                       | |
| 11 november Vriendschappelijk № 225 «onderlinge duels» 14:30 uur (UTC+1) | Frankrijk          | 1 – 1 | Joegoslavië           | Stade olympique Yves-du-Manoir, Colombes Toeschouwers: 60.654 Scheidsrechter: Vincenzo Orlandini (ITA) |
| 11 november Vriendschappelijk № 225 «onderlinge duels» 14:30 uur (UTC+1) | Roger Piantoni 88' |       | 25' Todor Veselinović | Stade olympique Yves-du-Manoir, Colombes Toeschouwers: 60.654 Scheidsrechter: Vincenzo Orlandini (ITA) |

|                                                                          |                                           |       |                    |                                                                                  |
| 25 december Vriendschappelijk № 226 «onderlinge duels» 14:45 uur (UTC+1) | België                                    | 2 – 1 | Frankrijk          | Heizelstadion, Brussel Toeschouwers: 56.540 Scheidsrechter: Jan Bronkhorst (NED) |
| 25 december Vriendschappelijk № 226 «onderlinge duels» 14:45 uur (UTC+1) | Jean Jadot 43' Hypoliet van den Bosch 76' |       | 63' Roger Piantoni | Heizelstadion, Brussel Toeschouwers: 56.540 Scheidsrechter: Jan Bronkhorst (NED) |

### 1956
|                                                                          |                                            |       |           |                                                                                 |
| 15 februari Vriendschappelijk № 227 «onderlinge duels» 15:00 uur (UTC+1) | Italië                                     | 2 – 0 | Frankrijk | Stadio Comunale, Bologna Toeschouwers: 35.000 Scheidsrechter: Leo Lemešić (YUG) |
| 15 februari Vriendschappelijk № 227 «onderlinge duels» 15:00 uur (UTC+1) | Riccardo Carapellese 51' Guido Gratton 75' |       |           | Stadio Comunale, Bologna Toeschouwers: 35.000 Scheidsrechter: Leo Lemešić (YUG) |

|                                                                       |                                                        |       |                     |                                                                                                  |
| 25 maart Vriendschappelijk № 228 «onderlinge duels» 15:30 uur (UTC+1) | Frankrijk                                              | 3 – 1 | Oostenrijk          | Stade olympique Yves-du-Manoir, Colombes Toeschouwers: 42.223 Scheidsrechter: Arthur Ellis (ENG) |
| 25 maart Vriendschappelijk № 228 «onderlinge duels» 15:30 uur (UTC+1) | Michel Leblond 15' Jean Vincent 30' Roger Piantoni 68' |       | 49' Gerhard Hanappi | Stade olympique Yves-du-Manoir, Colombes Toeschouwers: 42.223 Scheidsrechter: Arthur Ellis (ENG) |

|                                                                        |                     |       |                                     |                                                                                                  |
| 7 oktober Vriendschappelijk № 229 «onderlinge duels» 15:00 uur (UTC+1) | Frankrijk           | 1 – 2 | Hongarije                           | Stade olympique Yves-du-Manoir, Colombes Toeschouwers: 59.457 Scheidsrechter: Cesare Jonni (ITA) |
| 7 oktober Vriendschappelijk № 229 «onderlinge duels» 15:00 uur (UTC+1) | Thadée Cisowski 51' |       | 49' Ferenc Machos 86' Sándor Kocsis | Stade olympique Yves-du-Manoir, Colombes Toeschouwers: 59.457 Scheidsrechter: Cesare Jonni (ITA) |

|                                                                         |                                       |       |                    | |
| 21 oktober Vriendschappelijk № 230 «onderlinge duels» 15:00 uur (UTC+1) | Frankrijk                             | 2 – 1 | Sovjet-Unie        | Stade olympique Yves-du-Manoir, Colombes Toeschouwers: 62.145 Scheidsrechter: Mervyn Griffiths (WAL) |
| 21 oktober Vriendschappelijk № 230 «onderlinge duels» 15:00 uur (UTC+1) | Joseph Tellechéa 46' Jean Vincent 53' |       | 64' Anatoliy Isaev | Stade olympique Yves-du-Manoir, Colombes Toeschouwers: 62.145 Scheidsrechter: Mervyn Griffiths (WAL) |

|                                                                             |                                                          |       |                                         |                                                                                                 |
| 11 november WK 1958 kwalificatie № 231 «onderlinge duels» 14:30 uur (UTC+1) | Frankrijk                                                | 6 – 3 | België                                  | Stade olympique Yves-du-Manoir, Colombes Toeschouwers: 46.049 Scheidsrechter: Jack Clough (ENG) |
| 11 november WK 1958 kwalificatie № 231 «onderlinge duels» 14:30 uur (UTC+1) | Thadée Cisowski 13', 15', 44', 72', 88' Jean Vincent 18' |       | 16' Denis Houf 61', 67' Maurice Willems | Stade olympique Yves-du-Manoir, Colombes Toeschouwers: 46.049 Scheidsrechter: Jack Clough (ENG) |

### 1957
|                                                                     |          |                    |           |                                                                                          |
| 24 maart Vriendschappelijk № 232 «onderlinge duels» 15:00 uur (UTC) | Portugal | 0 – 1              | Frankrijk | Estádio Nacional, Oeiras Toeschouwers: 42.000 Scheidsrechter: Manuel Asensi Martín (ESP) |
| 24 maart Vriendschappelijk № 232 «onderlinge duels» 15:00 uur (UTC) |          | 55' Roger Piantoni |           | Estádio Nacional, Oeiras Toeschouwers: 42.000 Scheidsrechter: Manuel Asensi Martín (ESP) |

|                                                                        | |       |         |                                                                                |
| 2 juni WK 1958 kwalificatie № 233 «onderlinge duels» 15:00 uur (UTC+1) | Frankrijk | 8 – 0 | IJsland | Stade Malakoff, Nantes Toeschouwers: 15.080 Scheidsrechter: Arthur Ellis (ENG) |
| 2 juni WK 1958 kwalificatie № 233 «onderlinge duels» 15:00 uur (UTC+1) | Célestin Oliver 6' Célestin Oliver 11' Jean Vincent 29' René Dereuddre 36' Roger Piantoni 45' Saïd Brahimi 49' Roger Piantoni 81' Jean Vincent 83' |       |         | Stade Malakoff, Nantes Toeschouwers: 15.080 Scheidsrechter: Arthur Ellis (ENG) |

|                                                                           |                    |       |                                                                                                   |                                                                                      |
| 1 september WK 1958 kwalificatie № 234 «onderlinge duels» 16:30 uur (UTC) | IJsland            | 1 – 5 | Frankrijk                                                                                         | Laugardalsvöllur, Reykjavik Toeschouwers: 8.000 Scheidsrechter: Bobby Davidson (SCO) |
| 1 september WK 1958 kwalificatie № 234 «onderlinge duels» 16:30 uur (UTC) | Þórður Jónsson 64' |       | 29' Thadée Cisowski 32' Thadée Cisowski 48' Joseph Ujlaki 53' Maryan Wisniewski 66' Joseph Ujlaki | Laugardalsvöllur, Reykjavik Toeschouwers: 8.000 Scheidsrechter: Bobby Davidson (SCO) |

|                                                                        |                           |       |           |                                                                           |
| 6 oktober Vriendschappelijk № 235 «onderlinge duels» 15:00 uur (UTC+1) | Hongarije                 | 2 – 0 | Frankrijk | Népstadion, Boedapest Toeschouwers: 94.000 Scheidsrechter: Leo Horn (NED) |
| 6 oktober Vriendschappelijk № 235 «onderlinge duels» 15:00 uur (UTC+1) | Gusztáv Aspirány 45', 66' |       |           | Népstadion, Boedapest Toeschouwers: 94.000 Scheidsrechter: Leo Horn (NED) |

|                                                                            |        |       |           |                                                                             |
| 27 oktober WK 1958 kwalificatie № 236 «onderlinge duels» 15:00 uur (UTC+1) | België | 0 – 0 | Frankrijk | Heizelstadion, Brussel Toeschouwers: 56.497 Scheidsrechter: Leo Helge (DEN) |
| 27 oktober WK 1958 kwalificatie № 236 «onderlinge duels» 15:00 uur (UTC+1) |        |       |           | Heizelstadion, Brussel Toeschouwers: 56.497 Scheidsrechter: Leo Helge (DEN) |

|                                                                        |                                            |       |           |                                                                                     |
| 27 november Vriendschappelijk № 237 «onderlinge duels» 14:30 uur (UTC) | Engeland                                   | 4 – 0 | Frankrijk | Wembley Stadium, Londen Toeschouwers: 64.349 Scheidsrechter: Nikolay Latyshev (URS) |
| 27 november Vriendschappelijk № 237 «onderlinge duels» 14:30 uur (UTC) | Tommy Taylor 3', 33' Bobby Robson 24', 84' |       |           | Wembley Stadium, Londen Toeschouwers: 64.349 Scheidsrechter: Nikolay Latyshev (URS) |

|                                                                          |                                      |       |                                    |                                                                                       |
| 25 december Vriendschappelijk № 238 «onderlinge duels» 14:30 uur (UTC+1) | Frankrijk                            | 2 – 2 | Bulgarije                          | Parc des Princes, Parijs Toeschouwers: 38.086 Scheidsrechter: Günther Ternieden (FRG) |
| 25 december Vriendschappelijk № 238 «onderlinge duels» 14:30 uur (UTC+1) | Maryan Wisniewski 11' Yvon Douis 56' |       | 55' Todor Diev 75' Metodi Nestorov | Parc des Princes, Parijs Toeschouwers: 38.086 Scheidsrechter: Günther Ternieden (FRG) |

### 1958
|                                                                       |                                      |       |                                        |                                                                                 |
| 13 maart Vriendschappelijk № 239 «onderlinge duels» 15:00 uur (UTC+1) | Frankrijk                            | 2 – 2 | Spanje                                 | Parc des Princes, Parijs Toeschouwers: 37.983 Scheidsrechter: Jack Clough (ENG) |
| 13 maart Vriendschappelijk № 239 «onderlinge duels» 15:00 uur (UTC+1) | Just Fontaine 49' Roger Piantoni 65' |       | 15' Ladislao Kubala 58' Enrique Collar | Parc des Princes, Parijs Toeschouwers: 37.983 Scheidsrechter: Jack Clough (ENG) |

|                                                                       |           |       |             |                                                                                 |
| 16 april Vriendschappelijk № 240 «onderlinge duels» 20:30 uur (UTC+1) | Frankrijk | 0 – 0 | Zwitserland | Parc des Princes, Parijs Toeschouwers: 36.019 Scheidsrechter: Piet Roomer (NED) |
| 16 april Vriendschappelijk № 240 «onderlinge duels» 20:30 uur (UTC+1) |           |       |             | Parc des Princes, Parijs Toeschouwers: 36.019 Scheidsrechter: Piet Roomer (NED) |

| Wereldkampioenschap voetbal 1958 |
| -------------------------------- |

|                                                                   |                                                                                               |       |                                                          |                                                                                       |
| 8 juni WK 1958 Groep B № 241 «onderlinge duels» 19:00 uur (UTC+1) | Frankrijk                                                                                     | 7 – 3 | Paraguay                                                 | Idrottsparken, Norrköping Toeschouwers: 16.518 Scheidsrechter: Juan Gardeazábal (ESP) |
| 8 juni WK 1958 Groep B № 241 «onderlinge duels» 19:00 uur (UTC+1) | Just Fontaine 24', 30', 67' Roger Piantoni 52' Maryan Wisnieski 61' Kopa 70' Jean Vincent 83' |       | 20', 44' (pen.) Florencio Amarilla 50' Jorge Lino Romero | Idrottsparken, Norrköping Toeschouwers: 16.518 Scheidsrechter: Juan Gardeazábal (ESP) |

|                                                                    |                                                     |       |                       |                                                                                  |
| 11 juni WK 1958 Groep B № 242 «onderlinge duels» 19:00 uur (UTC+1) | Joegoslavië                                         | 3 – 2 | Frankrijk             | Arosvallen, Västerås Toeschouwers: 12.217 Scheidsrechter: Mervyn Griffiths (WAL) |
| 11 juni WK 1958 Groep B № 242 «onderlinge duels» 19:00 uur (UTC+1) | Aleksandar Petaković 16' Todor Veselinović 63', 88' |       | 4', 85' Just Fontaine | Arosvallen, Västerås Toeschouwers: 12.217 Scheidsrechter: Mervyn Griffiths (WAL) |

|                                                                    |                                    |       |                 |                                                                           |
| 15 juni WK 1958 Groep B № 243 «onderlinge duels» 19:00 uur (UTC+1) | Frankrijk                          | 2 – 1 | Schotland       | Eyravallen, Örebro Toeschouwers: 13.554 Scheidsrechter: Juan Brozzi (ARG) |
| 15 juni WK 1958 Groep B № 243 «onderlinge duels» 19:00 uur (UTC+1) | Raymond Kopa 22' Just Fontaine 44' |       | 58' Sammy Baird | Eyravallen, Örebro Toeschouwers: 13.554 Scheidsrechter: Juan Brozzi (ARG) |

|                                                                        |                                                                |       |               |                                                                                       |
| 19 juni WK 1958 Kwartfinale № 244 «onderlinge duels» 19:00 uur (UTC+1) | Frankrijk                                                      | 4 – 0 | Noord-Ierland | Idrottsparken, Norrköping Toeschouwers: 11.800 Scheidsrechter: Juan Gardeazábal (ESP) |
| 19 juni WK 1958 Kwartfinale № 244 «onderlinge duels» 19:00 uur (UTC+1) | Maryan Wisnieski 22' Just Fontaine 55', 63' Roger Piantoni 68' |       |               | Idrottsparken, Norrköping Toeschouwers: 11.800 Scheidsrechter: Juan Gardeazábal (ESP) |

|                                                                         |                                                              |       |                                     |                                                                                   |
| 24 juni WK 1958 Halve finale № 245 «onderlinge duels» 19:00 uur (UTC+1) | Brazilië                                                     | 5 – 2 | Frankrijk                           | Råsundastadion, Solna Toeschouwers: 27.100 Scheidsrechter: Mervyn Griffiths (WAL) |
| 24 juni WK 1958 Halve finale № 245 «onderlinge duels» 19:00 uur (UTC+1) | Edvaldo Izidio Neto 2' Valdir Pereira 39' Pelé 52', 64', 75' |       | 9' Just Fontaine 83' Roger Piantoni | Råsundastadion, Solna Toeschouwers: 27.100 Scheidsrechter: Mervyn Griffiths (WAL) |

|                                                                         |                                                       |       |                                                                         |                                                                         |
| 28 juni WK 1958 Troostfinale № 246 «onderlinge duels» 17:00 uur (UTC+1) | Frankrijk                                             | 6 – 3 | West-Duitsland                                                          | Ullevi, Göteborg Toeschouwers: 32.483 Scheidsrechter: Juan Brozzi (ARG) |
| 28 juni WK 1958 Troostfinale № 246 «onderlinge duels» 17:00 uur (UTC+1) | Hans Cieslarczyk 18' Helmut Rahn 52' Hans Schäfer 84' |       | 16', 36', 78', 89' Just Fontaine 27' (pen.) Raymond Kopa 50' Yvon Douis | Ullevi, Göteborg Toeschouwers: 32.483 Scheidsrechter: Juan Brozzi (ARG) |

|  |  |  |  |  |  |  |  |  |

|                                                                           |                                                                                        |       |                   |                                                                                      |
| 1 oktober EK 1960 kwalificatie № 247 «onderlinge duels» 20:30 uur (UTC+1) | Frankrijk                                                                              | 7 – 1 | Griekenland       | Parc des Princes, Parijs Toeschouwers: 37.590 Scheidsrechter: Gottfried Dienst (SUI) |
| 1 oktober EK 1960 kwalificatie № 247 «onderlinge duels» 20:30 uur (UTC+1) | Raymond Kopa 23' Just Fontaine 25', 85' Thadée Cisowski 29', 68' Jean Vincent 61', 87' |       | 47' Elias Yfantis | Parc des Princes, Parijs Toeschouwers: 37.590 Scheidsrechter: Gottfried Dienst (SUI) |

|                                                                        |               |       |                                         |                                                                               |
| 5 oktober Vriendschappelijk № 248 «onderlinge duels» 14:30 uur (UTC+1) | Oostenrijk    | 1 – 2 | Frankrijk                               | Prater-Stadion, Wenen Toeschouwers: 71.000 Scheidsrechter: Cesare Jonni (ITA) |
| 5 oktober Vriendschappelijk № 248 «onderlinge duels» 14:30 uur (UTC+1) | Erich Hof 21' |       | 54' Léon Deladerrière 56' Just Fontaine | Prater-Stadion, Wenen Toeschouwers: 71.000 Scheidsrechter: Cesare Jonni (ITA) |

|                                                                         |                                             |       |                                |                                                                                                  |
| 26 oktober Vriendschappelijk № 249 «onderlinge duels» 15:00 uur (UTC+1) | Frankrijk                                   | 2 – 2 | West-Duitsland                 | Stade olympique Yves-du-Manoir, Colombes Toeschouwers: 50.992 Scheidsrechter: Arthur Ellis (ENG) |
| 26 oktober Vriendschappelijk № 249 «onderlinge duels» 15:00 uur (UTC+1) | Léon Deladerrière 23' Yvon Douis 69' (pen.) |       | 13' Helmut Rahn 80' Uwe Seeler | Stade olympique Yves-du-Manoir, Colombes Toeschouwers: 50.992 Scheidsrechter: Arthur Ellis (ENG) |

|                                                                         |                                    |       |                       | |
| 9 november Vriendschappelijk № 250 «onderlinge duels» 14:30 uur (UTC+1) | Frankrijk                          | 2 – 2 | Italië                | Stade olympique Yves-du-Manoir, Colombes Toeschouwers: 58.122 Scheidsrechter: Juan Gardeazábal (ESP) |
| 9 november Vriendschappelijk № 250 «onderlinge duels» 14:30 uur (UTC+1) | Jean Vincent 15' Just Fontaine 84' |       | 57', 65' Bruno Nicolè | Stade olympique Yves-du-Manoir, Colombes Toeschouwers: 58.122 Scheidsrechter: Juan Gardeazábal (ESP) |

|                                                                            |                         |       |                    |                                                                                                   |
| 3 december EK 1960 kwalificatie № 251 «onderlinge duels» 15:00 uur (UTC+2) | Griekenland             | 1 – 1 | Frankrijk          | Apostolos Nikolaidisstadion, Athene Toeschouwers: 18.833 Scheidsrechter: Vincenzo Orlandini (ITA) |
| 3 december EK 1960 kwalificatie № 251 «onderlinge duels» 15:00 uur (UTC+2) | Roger Marche 85' (e.d.) |       | 71' Stéphane Bruey | Apostolos Nikolaidisstadion, Athene Toeschouwers: 18.833 Scheidsrechter: Vincenzo Orlandini (ITA) |

### 1959
|                                                                      |                      |       |                                     |                                                                                                |
| 1 maart Vriendschappelijk № 252 «onderlinge duels» 15:00 uur (UTC+1) | Frankrijk            | 2 – 2 | België                              | Stade olympique Yves-du-Manoir, Colombes Toeschouwers: 42.206 Scheidsrechter: Jack Kelly (ENG) |
| 1 maart Vriendschappelijk № 252 «onderlinge duels» 15:00 uur (UTC+1) | Jean Vincent 2', 68' |       | 32' Martin Lippens 80' André Piters | Stade olympique Yves-du-Manoir, Colombes Toeschouwers: 42.206 Scheidsrechter: Jack Kelly (ENG) |

|                                                       |                |       |           |                                                                                              |
| 11 oktober Vriendschappelijk № 253 «onderlinge duels» | Bulgarije      | 1 – 0 | Frankrijk | Vasil Levski Nationaal Stadion, Sofia Toeschouwers: 45.000 Scheidsrechter: Josef Stoll (AUT) |
| 11 oktober Vriendschappelijk № 253 «onderlinge duels» | Ivan Kolev 88' |       |           | Vasil Levski Nationaal Stadion, Sofia Toeschouwers: 45.000 Scheidsrechter: Josef Stoll (AUT) |

|                                                                          |                                                                 |       |                                      |                                                                                               |
| 11 november Vriendschappelijk № 254 «onderlinge duels» 14:30 uur (UTC+1) | Frankrijk                                                       | 5 – 3 | Portugal                             | Stade olympique Yves-du-Manoir, Colombes Toeschouwers: 48.111 Scheidsrechter: Ken Aston (ENG) |
| 11 november Vriendschappelijk № 254 «onderlinge duels» 14:30 uur (UTC+1) | Just Fontaine 3', 54', 58' Pierre Grillet 11' Lucien Muller 22' |       | 36', 76' Matateu 41' Domiciano Cavém | Stade olympique Yves-du-Manoir, Colombes Toeschouwers: 48.111 Scheidsrechter: Ken Aston (ENG) |

|                                                                             |                                                  |       |                                     | |
| 13 december EK 1960 kwalificatie № 255 «onderlinge duels» 14:30 uur (UTC+1) | Frankrijk                                        | 5 – 2 | Oostenrijk                          | Stade olympique Yves-du-Manoir, Colombes Toeschouwers: 43.775 Scheidsrechter: Manuel Asensi Martín (ESP) |
| 13 december EK 1960 kwalificatie № 255 «onderlinge duels» 14:30 uur (UTC+1) | Just Fontaine 6', 18', 70' Jean Vincent 38', 80' |       | 40' Walter Horak 65' Rudolf Pichler | Stade olympique Yves-du-Manoir, Colombes Toeschouwers: 43.775 Scheidsrechter: Manuel Asensi Martín (ESP) |

|                                                                          |                                                                       |       |                                                        |                                                                               |
| 17 december Vriendschappelijk № 256 «onderlinge duels» 14:30 uur (UTC+1) | Frankrijk                                                             | 4 – 3 | Spanje                                                 | Parc des Princes, Parijs Toeschouwers: 38.622 Scheidsrechter: Reg Leafe (ENG) |
| 17 december Vriendschappelijk № 256 «onderlinge duels» 14:30 uur (UTC+1) | Lucien Muller 27' Just Fontaine 30' Jean Vincent 36' Roger Marche 61' |       | 21' Luis Suárez 80' Eulogio Martínez 88' Martín Vergés | Parc des Princes, Parijs Toeschouwers: 38.622 Scheidsrechter: Reg Leafe (ENG) |

UEFA: Albanië · België · Bulgarije · Denemarken · West-Duitsland · Duitse Democratische Republiek · Engeland · Finland · Frankrijk · Griekenland · Hongarije · Ierland · IJsland · Italië · Joegoslavië · Kroatië · Luxemburg · Malta · Nederland · Noord-Ierland · Noorwegen · Oostenrijk · Polen · Portugal · Roemenië · Saarland · Schotland · Sovjet-Unie · Spanje · Tsjecho-Slowakije · Turkije · Wales · Zweden · Zwitserland

AFC: Israël
FFF · A-internationals · Selecties · Bondscoaches · Frans vrouwenelftal · Olympisch elftal · Frankrijk U21 · Frankrijk U20 · Frankrijk U19 · Frankrijk U18 · Frankrijk U17 · Frankrijk U16 · Vrouwen U17
1904 – 1919 ·
1920 – 1929 ·
1930 – 1939 ·
1940 – 1949 ·
1950 – 1959 ·
1960 – 1969 ·
1970 – 1979 ·
1980 – 1989 ·
1990 – 1999 ·
2000 – 2009 ·
2010 – 2019 ·
2020 – 2029
EK's: 1984 · 
1992 · 
1996 · 
2000 · 
2004 · 
2008 · 
2012 · 
2016 · 
2020 · 
2024
WK's: 1930 · 
1934 · 
1938 · 
1954 · 
1958 · 
1966 · 
1978 · 
1982 · 
1986 · 
1998 · 
2002 · 
2006 · 
2010 · 
2014 · 
2018 · 
2022
OS: 1900 · 
1908 · 
1920 · 
1924 · 
1948 · 
1952 · 
1960 · 
1968 · 
1976 · 
1984 · 
1996 · 
2020
1904 · 
1905 · 
1906 · 
1907 · 
1908 · 
1909 · 
1910 · 
1911 · 
1912 · 
1913 · 
1914 · 
1915 · 1916 · 1917 · 1918 · 
1919 · 
1920 · 
1921 · 
1922 · 
1923 · 
1924 · 
1925 · 
1926 · 
1927 · 
1928 · 
1929 · 
1930 · 
1931 · 
1932 · 
1933 · 
1934 · 
1935 · 
1936 · 
1937 · 
1938 · 
1939 · 
1940 · 1941  · 
1942 · 
1943 · 1944  · 
1945 · 
1946 · 
1947 · 
1948 · 
1949 · 
1950 · 
1951 · 
1952 · 
1953 · 
1954 · 
1955 · 
1956 · 
1957 · 
1958 · 
1959 ·
1960 · 
1961 · 
1962 · 
1963 · 
1964 · 
1965 · 
1966 · 
1967 · 
1968 · 
1969 ·
1970 · 
1971 · 
1972 · 
1973 · 
1974 · 
1975 · 
1976 · 
1977 · 
1978 · 
1979 ·
1980 · 
1981 · 
1982 · 
1983 · 
1984 · 
1985 · 
1986 · 
1987 · 
1988 · 
1989 · 
1990 · 
1991 · 
1992 · 
1993 · 
1994 · 
1995 · 
1996 · 
1997 · 
1998 · 
1999 · 
2000 · 
2001 · 
2002 · 
2003 · 
2004 · 
2005 · 
2006 · 
2007 · 
2008 · 
2009 · 
2010 · 
2011 · 
2012 · 
2013 · 
2014 · 
2015 · 
2016 · 
2017 · 
2018 ·
2019 ·
2020 ·
2021 ·
2022 ·
2023
Albanië ·
Algerije ·
Andorra ·
Argentinië ·
Armenië ·
Australië ·
Azerbeidzjan ·
België ·
Bolivia ·
Bosnië en Herzegovina ·
Brazilië ·
Bulgarije ·
Canada ·
Chili ·
China ·
Colombia ·
Costa Rica ·
Cyprus ·
Denemarken ·
Duitse Democratische Republiek ·
Duitsland ·
Ecuador ·
Egypte ·
Engeland ·
Estland ·
Faeröer ·
Finland ·
Georgië ·
Gibraltar ·
Griekenland ·
Honduras ·
Hongarije ·
Ierland ·
IJsland ·
Iran ·
Israël ·
Italië ·
Ivoorkust ·
Jamaica ·
Japan ·
Joegoslavië ·
Kameroen ·
Kazachstan ·
Koeweit ·
Kroatië ·
Letland ·
Litouwen ·
Luxemburg ·
Malta ·
Marokko ·
Mexico ·
Moldavië ·
Nederland ·
Nieuw-Zeeland ·
Nigeria ·
Noord-Ierland ·
Noorwegen ·
Oekraïne ·
Oostenrijk ·
Paraguay ·
Peru · 
Polen ·
Portugal ·
Roemenië ·
Rusland ·
Saoedi-Arabië ·
Schotland ·
Senegal ·
Servië ·
Slovenië ·
Slowakije ·
Sovjet-Unie ·
Spanje ·
Togo ·
Tsjechië ·
Tsjecho-Slowakije ·
Tunesië ·
Turkije ·
Uruguay ·
Verenigde Staten ·
Wales ·
Wit-Rusland ·
Zuid-Afrika ·
Zuid-Korea ·
Zweden ·
Zwitserland
Albanië (2016) ·
Argentinië (2018) ·
Argentinië (2022) ·
Australië (2018) · 
België (1904) · 
België (2018) · 
Brazilië (1998) · 
Brazilië (2006) · 
Denemarken (2002) · 
Denemarken (2018) ·
Duitsland (2014) · 
Duitsland (2021) · 
Ecuador (2014) · 
Engeland (1982) · 
Engeland (2012) · 
Engeland (2022) ·
Honduras (2014) · 
Hongarije (2021) · 
Italië (2000) · 
Italië (2006) · 
Italië (2008) · 
Japan (2001) · 
Kameroen (2003) · 
Koeweit (1982) · 
Kroatië (2018) · 
Marokko (2022) ·
Mexico (2010) · 
Nederland (2008) · 
Nigeria (2014) ·
Noord-Ierland (1982) · 
Oekraïne (2012) · 
Oostenrijk (1982) · 
Peru (2018) · 
Polen (1982) · 
Polen (2022) ·
Portugal (2006) · 
Portugal (2016) ·
Portugal (2021) ·
Roemenië (2008) ·
Roemenië (2016) ·
Senegal (2002) · 
Spanje (1984) ·
Spanje (2006) ·
Spanje (2012) ·
Spanje (2021) ·
Togo (2006) ·
Tsjecho-Slowakije (1982) ·
Uruguay (2002) ·
Uruguay (2010) ·
Uruguay (2018) ·
Zuid-Afrika (2010) ·
Zuid-Korea (2006) ·
Zweden (2012) ·
Zwitserland (2006) ·
Zwitserland (2014) ·
Zwitserland (2016) ·
Zwitserland (2021)